# Omställningens tid
Omställningens tid är en fackbok i ekonomi av statsvetaren och miljöforskaren Björn Forsberg som gavs ut 2012. I den hävdas att oljeproduktionstoppen påverkar oss redan men också att kris betyder möjlighet. Där hävdas också att det finns en omställningsrörelse som pågår i Sverige sedan 2008 som går ut på minskat bilberoende liksom att ekonomisk tillväxt inte går att kombinera med minskade utsläpp av växthusgaser.